# Texaco
Texaco war ein US-amerikanisches Mineralölunternehmen, das 2001 mit der Chevron Corporation zu ChevronTexaco fusionierte.

## Geschichte

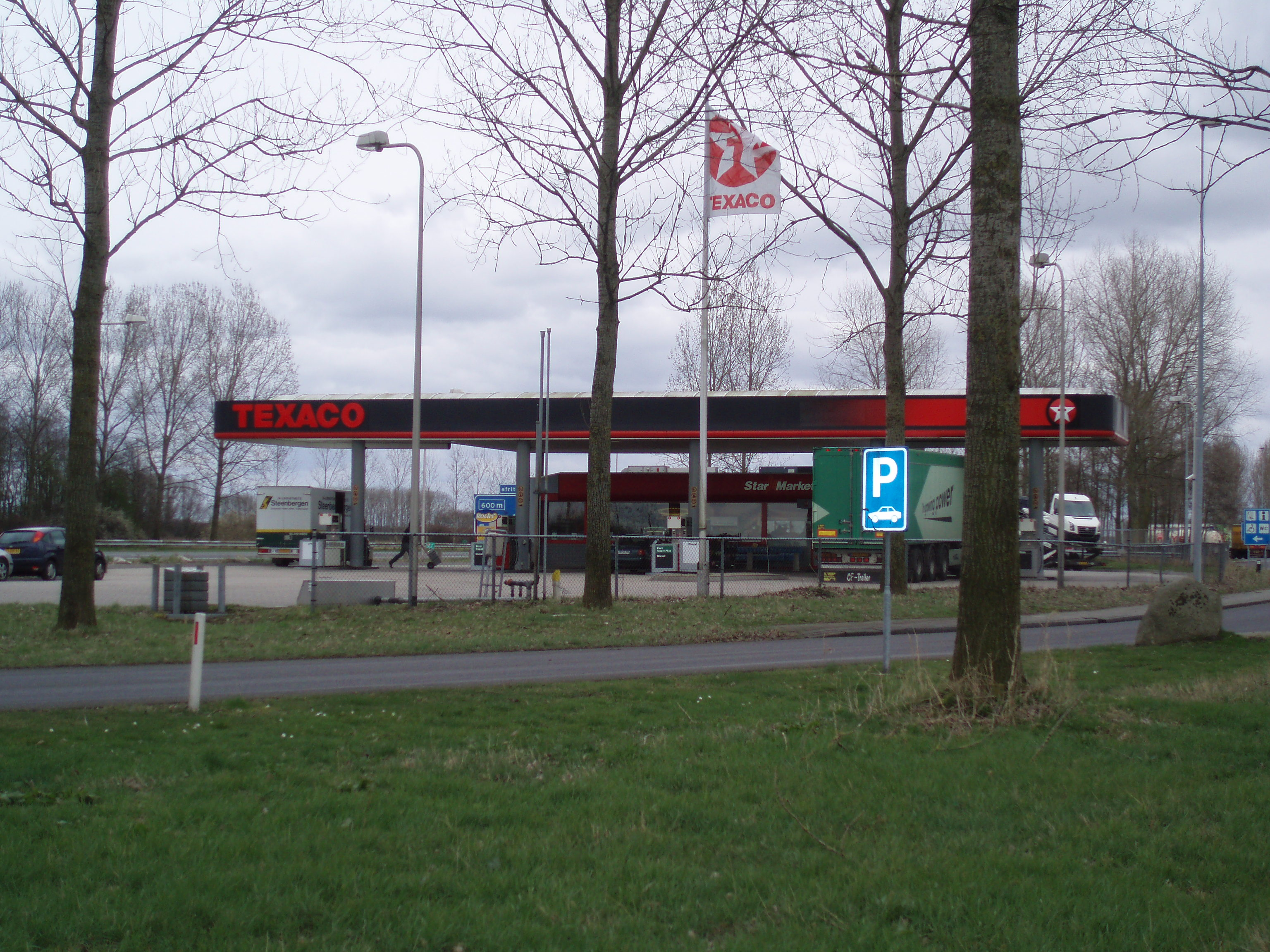
Texaco-Tankstelle in den Niederlanden

Nachdem Joseph S. Cullinan und Arnold Schlaet ein Ölfeld (Spindletop) im Südosten des Bundesstaates Texas fanden, gründeten sie im Jahre 1901 in Beaumont (Texas) die Texas Fuel Company. Mehrere Jahre lang war Texaco das einzige Unternehmen, das Benzin in allen 50 US-Bundesstaaten verkaufte.
In den späten 1950er Jahren kaufte Texaco Paragon Oil, eine bedeutende Heizöl-Vertriebsgesellschaft im Nordosten der USA. Eine weitere Vergrößerung des Unternehmens ergab sich 1984 durch den Kauf von Getty Oil (dazu gehört Tidewater Petroleum). Der Name Getty und die Tankstellen im Nordosten der USA wurden an Power Test verkauft. Diese Transaktion sollte jedoch noch Konsequenzen nach sich ziehen, da Pennzoil vor diesem Vertrag einen nicht unterschriebenen, aber dennoch rechtsverbindlichen Übernahmevertrag mit Getty Oil abgeschlossen hatte. Am 19. November 1985 gewann Pennzoil die Gerichtsverhandlung, bei der Texaco zu einer Sanktion in Höhe von 10,53 Milliarden US-Dollar verklagt wurde. Dies war der größte Zivilprozess in der Geschichte der USA. Texaco verkaufte daraufhin 1988 Beteiligungen, unter anderem die Deutsche Texaco AG, um die Sanktionen aus dem Zivilprozess gegen Pennzoil zu refinanzieren.
1998 schloss Royal Dutch Shell zwei Joint Ventures ab. Durch die Zusammenarbeit mit Equilon wurden deren Raffination und Vertrieb im Westen und mittleren Westen der USA vereint, die Kooperation mit Motiva und Saudi Aramco vereinte Raffination und Vertrieb im Osten der USA und der Golfküste. Am 10. Oktober 2000 kaufte Texaco die Patente zur Herstellung von NiMH-Batterien, die zur Produktion von Elektrofahrzeugen wie dem EV1 und dem RAV4-EV gemäß den kalifornischen Gesetzen gebraucht wurden. Shell kaufte 2001 Texacos Anteil an den Joint-Ventures, um Texaco eine Fusion mit Chevron zu ermöglichen. Daraus entstand ChevronTexaco. Im Jahr 2004 konnte Shell in den USA die Marke Texaco exklusiv verwenden – im Jahr 2006 nicht-exklusiv. ChevronTexaco erlangte im Juli 2004 nicht-exklusive Rechte über den Markennamen Texaco zurück.
Am 4. April 2005 übernahm ChevronTexaco den Konzern Unocal für ca. 18 Milliarden US-Dollar. Kurz darauf gab der Konzern am 9. Mai 2005 bekannt, von nun an wieder den Namen Chevron zu tragen.

## In Deutschland

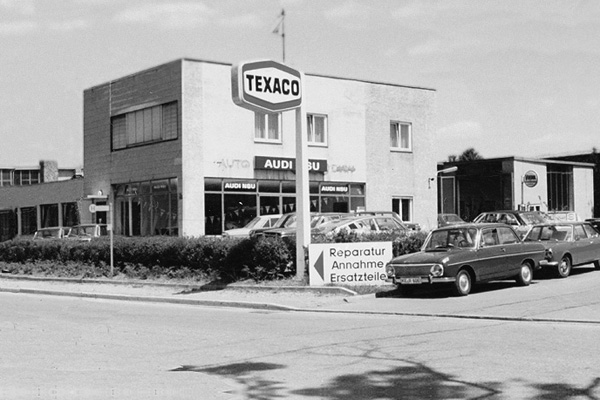
Texaco-Station in Kempten (Allgäu), 1960er Jahre

Texaco erwarb 1966 die Aktienmehrheit an der Deutschen Erdöl-Aktiengesellschaft (DEA). Aus der DEA wurde die Deutsche Texaco AG, die in der Bundesrepublik ein großes Tankstellennetz betrieb. Der Texaco-Vertragshändler Präg eröffnete 1972 in Lagerlechfeld bei Augsburg die erste Selbstbedienungs-Tankstelle Europas. Verkaufschef der Deutschen Texaco AG war ab 1984 Claus Groth, der zuvor als Geschäftsführer für die Chevron Erdöl Deutschland GmbH in Frankfurt am Main tätig war. Als die RWE AG im Jahr 1988 die Deutsche Texaco AG übernahm, begann die allmähliche Umbenennung der Texaco-Tankstellen in DEA. Heute gehören die Tankstellen überwiegend zu Shell.
Eine Zeit lang gab es wieder eine Texaco-Tankstelle in Deutschland, als Teil der Raststätte Bunderneuland im Verlauf der niederländischen A7. Die Rastanlage selbst gehört bereits zu Deutschland, während die vorbeiführende Autobahn sowie Teile der Aus- und Einfahrt der Raststätte niederländisches Staatsgebiet sind. Die Tankstelle wird mittlerweile durch ein anderes Unternehmen betrieben. Ansonsten vertreibt ChevronTexaco in Deutschland unter der Marke Texaco nur noch Motorenöle.

## In Österreich
Nach 1945 baute das Unternehmen in der damaligen Amerikanischen Besatzungszone in Österreich, vor allem in den Städten Linz, Wels und Salzburg, aber auch in den umliegenden Gebieten, trotz der damals noch sehr niedrigen Motorisierungsrate in Österreich ein Tankstellennetz auf. Die Texaco-Tankstellen waren damals die ersten Tankstellen im modernen Sinne in Österreich und das amerikanische Vertriebs- und Servicesystem war eine kleine Sensation. Treibstoffe wurden unter der amerikanischen Bezeichnung Gasoline (us-engl. für Benzin) und in Gallonen verkauft. Nach dem Abzug der US-Besatzungstruppen 1955 übernahmen andere Unternehmen die Texaco-Tankstellen. Der Name Texaco verschwand danach sehr schnell vom Markt.

## Marketing

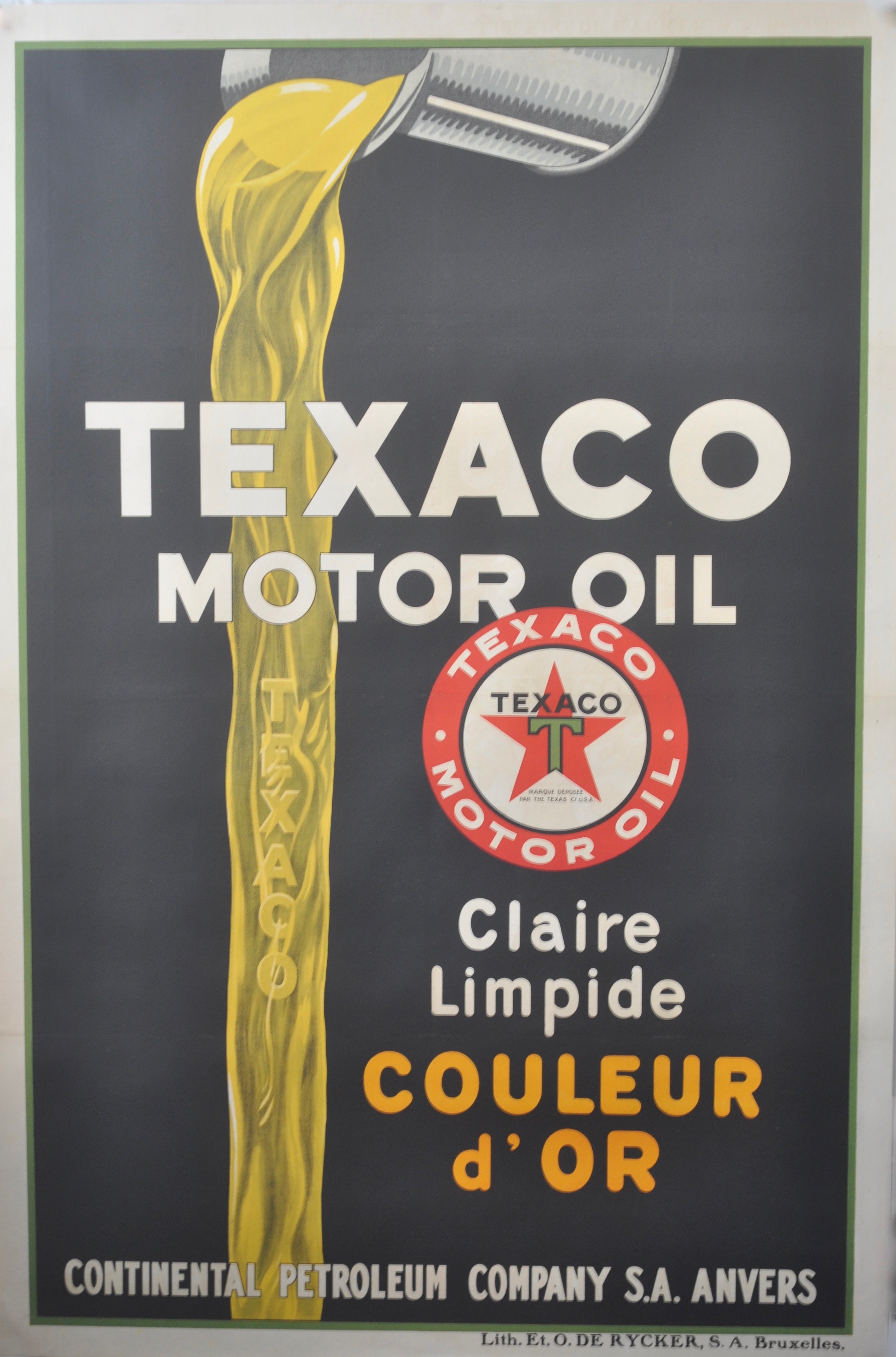
TEXACO MOTOR OIL Plakat (1928)

Das Logo besteht aus einem weißen Stern, der sich in einem roten Kreis befindet. Die Werbesprüche „Du kannst dein Auto dem Mann mit dem Stern anvertrauen“ (engl. You can trust your car to the man who wears the star) und „Stern der amerikanischen Straße (engl. Star of the American Road)“ sind auf das Logo zurückzuführen. Der bekannteste Slogan im Deutschland der 1980er Jahre war: „Mach’ Station bei Texaco“. Texaco war von den frühen 1980er Jahren bis 2008 einer der Sponsoren der NASCAR-Rennsportserie.